# 4 Heures de Zeltweg FIA GT 1997
Navigation
Édition suivante
Les 4 Heures de Zeltweg 1997 FIA GT, disputées le 3 août 1997 sur le circuit de Spielberg, sont la sixième manche du championnat FIA GT 1997.

## Course

### Classement de la course
Classement à l'issue de la course (vainqueurs de catégorie en gras), :
| Pos.   | Catégorie | N° | Écurie                              | Pilotes                                                    | Châssis                      | Pneus | Tours |
| Pos.   | Catégorie | N° | Écurie                              | Pilotes                                                    | Moteur                       | Pneus | Tours |
| ------ | --------- | -- | ----------------------------------- | ---------------------------------------------------------- | ---------------------------- | ----- | ----- |
| 1      | GT1       | 12 | AMG-Mercedes                        | Klaus Ludwig Bernd Mayländer                               | Mercedes-Benz CLK GTR        | B     | 161   |
| 1      | GT1       | 12 | AMG-Mercedes                        | Klaus Ludwig Bernd Mayländer                               | Mercedes-Benz LS600 6.0L V12 | B     | 161   |
| 2      | GT1       | 10 | AMG-Mercedes                        | Marcel Tiemann Alessandro Nannini                          | Mercedes-Benz CLK GTR        | B     | 160   |
| 2      | GT1       | 10 | AMG-Mercedes                        | Marcel Tiemann Alessandro Nannini                          | Mercedes-Benz LS600 6.0L V12 | B     | 160   |
| 3      | GT1       | 8  | BMW Motorsport Schnitzer Motorsport | JJ Lehto Steve Soper                                       | McLaren F1 GTR               | M     | 160   |
| 3      | GT1       | 8  | BMW Motorsport Schnitzer Motorsport | JJ Lehto Steve Soper                                       | BMW S70 6.0L V12             | M     | 160   |
| 4      | GT1       | 11 | AMG-Mercedes                        | Bernd Schneider Alexander Wurz                             | Mercedes-Benz CLK GTR        | B     | 159   |
| 4      | GT1       | 11 | AMG-Mercedes                        | Bernd Schneider Alexander Wurz                             | Mercedes-Benz LS600 6.0L V12 | B     | 159   |
| 5      | GT1       | 3  | Gulf Team Davidoff GTC Racing       | Anders Olofsson Pierre-Henri Raphanel                      | McLaren F1 GTR               | M     | 159   |
| 5      | GT1       | 3  | Gulf Team Davidoff GTC Racing       | Anders Olofsson Pierre-Henri Raphanel                      | BMW S70 6.0L V12             | M     | 159   |
| 6      | GT1       | 6  | Porsche AG                          | Bob Wollek Thierry Boutsen                                 | Porsche 911 GT1 Evo          | M     | 159   |
| 6      | GT1       | 6  | Porsche AG                          | Bob Wollek Thierry Boutsen                                 | Porsche 3.2L Turbo Flat-6    | M     | 159   |
| 7      | GT1       | 7  | Porsche AG                          | Allan McNish Yannick Dalmas                                | Porsche 911 GT1 Evo          | M     | 158   |
| 7      | GT1       | 7  | Porsche AG                          | Allan McNish Yannick Dalmas                                | Porsche 3.2L Turbo Flat-6    | M     | 158   |
| 8      | GT1       | 22 | BMS Scuderia Italia                 | Christian Pescatori Pierluigi Martini                      | Porsche 911 GT1              | P     | 156   |
| 8      | GT1       | 22 | BMS Scuderia Italia                 | Christian Pescatori Pierluigi Martini                      | Porsche 3.2L Turbo Flat-6    | P     | 156   |
| 9      | GT1       | 20 | DAMS Panoz                          | Éric Bernard Franck Lagorce                                | Panoz Esperante GTR-1        | M     | 156   |
| 9      | GT1       | 20 | DAMS Panoz                          | Éric Bernard Franck Lagorce                                | Ford (Roush) 6.0L V8         | M     | 156   |
| 10     | GT1       | 17 | JB Racing                           | Mauro Baldi Emmanuel Collard                               | Porsche 911 GT1              | M     | 155   |
| 10     | GT1       | 17 | JB Racing                           | Mauro Baldi Emmanuel Collard                               | Porsche 3.2L Turbo Flat-6    | M     | 155   |
| 11     | GT1       | 5  | David Price Racing                  | David Brabham Perry McCarthy                               | Panoz Esperante GTR-1        | G     | 154   |
| 11     | GT1       | 5  | David Price Racing                  | David Brabham Perry McCarthy                               | Ford (Roush) 6.0L V8         | G     | 154   |
| 12     | GT1       | 4  | David Price Racing                  | Andy Wallace James Weaver                                  | Panoz Esperante GTR-1        | G     | 150   |
| 12     | GT1       | 4  | David Price Racing                  | Andy Wallace James Weaver                                  | Ford (Roush) 6.0L V8         | G     | 150   |
| 13     | GT2       | 57 | Roock Racing                        | Stéphane Ortelli Claudia Hürtgen Bruno Eichmann            | Porsche 911 GT2              | M     | 148   |
| 13     | GT2       | 57 | Roock Racing                        | Stéphane Ortelli Claudia Hürtgen Bruno Eichmann            | Porsche 3.6L Turbo Flat-6    | M     | 148   |
| 14     | GT2       | 51 | Viper Team Oreca                    | Olivier Beretta Philippe Gache                             | Chrysler Viper GTS-R         | M     | 147   |
| 14     | GT2       | 51 | Viper Team Oreca                    | Olivier Beretta Philippe Gache                             | Chrysler 8.0L V10            | M     | 147   |
| 15     | GT2       | 52 | Viper Team Oreca                    | Justin Bell Dieter Quester                                 | Chrysler Viper GTS-R         | M     | 146   |
| 15     | GT2       | 52 | Viper Team Oreca                    | Justin Bell Dieter Quester                                 | Chrysler 8.0L V10            | M     | 146   |
| 16     | GT2       | 63 | Krauss Motorsport                   | Michael Trunk Bernhard Müller                              | Porsche 911 GT2              | P     | 145   |
| 16     | GT2       | 63 | Krauss Motorsport                   | Michael Trunk Bernhard Müller                              | Porsche 3.6L Turbo Flat-6    | P     | 145   |
| 17     | GT2       | 55 | Augustin Motorsport                 | Manfred Jurasz Helmut Reis Wido Rössler                    | Porsche 911 GT2              | G     | 143   |
| 17     | GT2       | 55 | Augustin Motorsport                 | Manfred Jurasz Helmut Reis Wido Rössler                    | Porsche 3.6L Turbo Flat-6    | G     | 143   |
| 18     | GT2       | 64 | Kremer Racing                       | Tomas Saldaña Alfonso de Orleans Christophe Bouchut        | Porsche 911 GT2              | G     | 139   |
| 18     | GT2       | 64 | Kremer Racing                       | Tomas Saldaña Alfonso de Orleans Christophe Bouchut        | Porsche 3.6L Turbo Flat-6    | G     | 139   |
| 19     | GT2       | 70 | Dellenbach Motorsport               | Güther Blieninger Rainer Bonnetsmüller Klaus Horn          | Porsche 911 GT2              | D     | 137   |
| 19     | GT2       | 70 | Dellenbach Motorsport               | Güther Blieninger Rainer Bonnetsmüller Klaus Horn          | Porsche 3.6L Turbo Flat-6    | D     | 137   |
| 20     | GT1       | 16 | Roock Racing                        | Ralf Kelleners Pedro Chaves                                | Porsche 911 GT1              | M     | 133   |
| 20     | GT1       | 16 | Roock Racing                        | Ralf Kelleners Pedro Chaves                                | Porsche 3.2L Turbo Flat-6    | M     | 133   |
| 21     | GT2       | 59 | Marcos Racing International         | Cor Euser Harald Becker                                    | Marcos LM600                 | D     | 130   |
| 21     | GT2       | 59 | Marcos Racing International         | Cor Euser Harald Becker                                    | Chevrolet 5.9L V8            | D     | 130   |
| 22     | GT2       | 69 | Proton Motorsport                   | Gerold Ried Patrick Vuillaume                              | Porsche 911 GT2              | P     | 122   |
| 22     | GT2       | 69 | Proton Motorsport                   | Gerold Ried Patrick Vuillaume                              | Porsche 3.6L Turbo Flat-6    | P     | 122   |
| 23 DNF | GT1       | 2  | Gulf Team Davidoff GTC Racing       | John Nielsen Thomas Bscher                                 | McLaren F1 GTR               | M     | 107   |
| 23 DNF | GT1       | 2  | Gulf Team Davidoff GTC Racing       | John Nielsen Thomas Bscher                                 | BMW S70 6.0L V12             | M     | 107   |
| 24 DNF | GT2       | 56 | Roock Racing                        | Bruno Eichmann Ni Amorim                                   | Porsche 911 GT2              | M     | 101   |
| 24 DNF | GT2       | 56 | Roock Racing                        | Bruno Eichmann Ni Amorim                                   | Porsche 3.6L Turbo Flat-6    | M     | 101   |
| 25 DNF | GT2       | 53 | Chamberlain Engineering             | Gerd Ruch Almo Coppelli Leonardo Maddalena                 | Chrysler Viper GTS-R         | G     | 84    |
| 25 DNF | GT2       | 53 | Chamberlain Engineering             | Gerd Ruch Almo Coppelli Leonardo Maddalena                 | Chrysler 8.0L V10            | G     | 84    |
| 26 DNF | GT2       | 66 | Konrad Motorsport                   | Franz Konrad Toni Seiler                                   | Porsche 911 GT2              | P     | 72    |
| 26 DNF | GT2       | 66 | Konrad Motorsport                   | Franz Konrad Toni Seiler                                   | Porsche 3.6L Turbo Flat-6    | P     | 72    |
| 27 DNF | GT1       | 24 | GBF UK Ltd.                         | Andrea Boldrini Ralf Kalaschek                             | Lotus Elise GT1              | M     | 70    |
| 27 DNF | GT1       | 24 | GBF UK Ltd.                         | Andrea Boldrini Ralf Kalaschek                             | Lotus 3.5L Turbo V8          | M     | 70    |
| 28 DNF | GT1       | 31 | Augustin Motorsport                 | Horst Felbermayr Sr. Horst Felbermayr Jr. Stefano Buttiero | Porsche 911 GT2 Evo          | G     | 68    |
| 28 DNF | GT1       | 31 | Augustin Motorsport                 | Horst Felbermayr Sr. Horst Felbermayr Jr. Stefano Buttiero | Porsche 3.6L Turbo Flat-6    | G     | 68    |
| 29 DNF | GT2       | 65 | RWS                                 | Luca Riccitelli Raffaele Sangiuolo Benno Rottenfusser      | Porsche 911 GT2              | ?     | 60    |
| 29 DNF | GT2       | 65 | RWS                                 | Luca Riccitelli Raffaele Sangiuolo Benno Rottenfusser      | Porsche 3.6L Turbo Flat-6    | ?     | 60    |
| 30 DNF | GT1       | 1  | Gulf Team Davidoff GTC Racing       | Andrew Gilbert-Scott Geoff Lees                            | McLaren F1 GTR               | M     | 44    |
| 30 DNF | GT1       | 1  | Gulf Team Davidoff GTC Racing       | Andrew Gilbert-Scott Geoff Lees                            | BMW S70 6.0L V12             | M     | 44    |
| 31 DNF | GT1       | 9  | BMW Motorsport Schnitzer Motorsport | Peter Kox Roberto Ravaglia                                 | McLaren F1 GTR               | M     | 39    |
| 31 DNF | GT1       | 9  | BMW Motorsport Schnitzer Motorsport | Peter Kox Roberto Ravaglia                                 | BMW S70 6.0L V12             | M     | 39    |
| 32 DNF | GT1       | 19 | Martin Veyhle Racing (MVR)          | Alexander Grau Kurt Thiim                                  | Lotus Elise GT1              | ?     | 39    |
| 32 DNF | GT1       | 19 | Martin Veyhle Racing (MVR)          | Alexander Grau Kurt Thiim                                  | Lotus 3.5L Turbo V8          | ?     | 39    |
| 33 DNF | GT1       | 13 | GT1 Lotus Racing Franck Muller      | Fabien Giroix Jean-Denis Delétraz                          | Lotus Elise GT1              | P     | 33    |
| 33 DNF | GT1       | 13 | GT1 Lotus Racing Franck Muller      | Fabien Giroix Jean-Denis Delétraz                          | Chevrolet LT5 6.0L V8        | P     | 33    |
| 34 DNF | GT1       | 23 | GBF UK Ltd.                         | Luca Badoer Mimmo Schiattarella                            | Lotus Elise GT1              | M     | 31    |
| 34 DNF | GT1       | 23 | GBF UK Ltd.                         | Luca Badoer Mimmo Schiattarella                            | Lotus 3.5L Turbo V8          | M     | 31    |
| 35 DNF | GT1       | 14 | GT1 Lotus Racing Franck Muller      | Jan Lammers Mike Hezemans                                  | Lotus Elise GT1              | P     | 13    |
| 35 DNF | GT1       | 14 | GT1 Lotus Racing Franck Muller      | Jan Lammers Mike Hezemans                                  | Chevrolet LT5 6.0L V8        | P     | 13    |
| 36 DNF | GT1       | 27 | Parabolica Motorsport               | Gary Ayles Chris Goodwin                                   | McLaren F1 GTR               | M     | 13    |
| 36 DNF | GT1       | 27 | Parabolica Motorsport               | Gary Ayles Chris Goodwin                                   | BMW S70 6.0L V12             | M     | 13    |
| DNQ    | GT2       | 71 | GT Racing Team                      | Luca Drudi Luigino Pagotto                                 | Porsche 911 GT2              | ?     | –     |
| DNQ    | GT2       | 71 | GT Racing Team                      | Luca Drudi Luigino Pagotto                                 | Porsche 3.6L Turbo Flat-6    | ?     | –     |